# ハンドリトゥン
ハンドリトゥン（Handwritten）はカナダ出身のシンガーソングライター、ショーン・メンデスによるデビューアルバム。2015年4月14日にアイランド・レコードによってリリースされた。アメリカのチャート、ビルボード200では初登場1位を記録した。アメリカのビルボードホット100で最高5位、イギリスのオフィシャルチャートで最高1位をそれぞれ記録したシングル、「スティッチーズ(Stitches)」とアメリカのトップ20チャート入りを果たした「I Know What You Did Last Summer」はこのアルバムに含まれている(後者は再リリース版に収録)。

## 概要
2014年6月にアイランド・レコードと契約した後、リリースされたデビューシングル、「Life of the Party」はビルボードホット100で最高24位を記録。同年7月28日、"The Shawn Mendes EP"と題したコンパクト盤をリリースし、初めの1週間で48,000枚を売り上げた。"ハンドリトゥン"のタイトルとアルバムアートワークは2015年1月27日に発表され、2月2日に予約販売が開始された。
"ハンドリトゥン"の再リリース版は2015年11月20日に発売された。Greek Theatreにおける5曲のライブ・ヴァージョンと、スタンダード版には含まれない4曲の新曲が収録されている。

## シングル
「Life of the Party」は"The Shawn Mendes EP"のリードシングルとして、2014年6月25日にリリースされた。この曲は"ハンドリトゥン"からの1stシングルともされている。George Street dinerというレストランで撮影された、歌詞入りのミュージックビデオ(リリック・ビデオ)が同年6月30日にVevoから公開され、オフィシャル・ビデオは2015年3月10日に公開された。
「Something Big」は2ndシングルとして、2014年11月7日にリリースされた。ミュージックビデオは同年11月11日に公開されており、これは「Life of the Party」のオフィシャル・ビデオよりも先に公開されているため、初のオフィシャル・ビデオとなる。
「スティッチーズ」は3rdシングルとして、2015年5月5日にリリースされた。 ビルボードホット100には同年6月13日に初登場で89位を記録し、最高4位を記録して自身初のトップ10入りを果たした。
「I Know What You Did Last Summer」は再リリース版からのシングルとして、2015年11月18日にリリースされた。ボーカルにはフィフス・ハーモニーのカミラ・カベロが参加している。ビルボードホット100では最高20位を記録した。

### シングルカットされていない曲
アルバムがリリースされる前に、iTunesの予約注文から5曲が先行リリースされている。初めにリリースされた「A Little Too Much」は予約注文の開始と同じ2月2日に発表された。Vevo上では2月4日に、ミュージックビデオが公開されている。
2曲目には「Never Be Alone」が、2月16日に発表された。オフィシャル・ビデオは2月25日に公開。
3曲目には「スティッチーズ」が、3月16日に発表された。ビデオの公開は3月18日。
4曲目にはデラックス盤に含まれる、「Life of the Party」のアコースティック・バージョンが3月30日の深夜に発表された。これはiTunesで全ての曲をプレビューすることが可能になったのと同じ日である。 
5曲目には「Kid in Love」が、アルバム発売日の一週間前となる、4月6日深夜に発表された。 
「Life of the Party」アコースティック・バージョンのビデオは4月10日公開、他に「Aftertaste」のビデオが4月17日に公開されている。